# Prästsjön, Ångermanland
Prästsjön är en sjö i Örnsköldsviks kommun i Ångermanland och ingår i Lögdeälven-Husåns kustområde. Sjön har en area på 0,174 kvadratkilometer och ligger 7,3 meter över havet. Sjön avvattnas av vattendraget Fanbybäcken. Vid provfiske har bland annat abborre, braxen, gers och gädda fångats i sjön.

## Delavrinningsområde
Prästsjön ingår i det delavrinningsområde (703455-166952) som SMHI kallar för Mynnar i havet. Medelhöjden är 33 meter över havet och ytan är 6,42 kvadratkilometer. Räknas de 2 avrinningsområdena uppströms in blir den ackumulerade arean 30,41 kvadratkilometer. Avrinningsområdets utflöde Fanbybäcken mynnar i havet. Avrinningsområdet består mestadels av skog (66 procent) och öppen mark (17 procent). Avrinningsområdet har 0,17 kvadratkilometer vattenytor vilket ger det en sjöprocent på 2,6 procent.

## Fisk
Vid provfiske har följande fisk fångats i sjön:
- Abborre
- Braxen
- Gärs
- Gädda
- Mört